# Brinova
Brinova är ett svenskt börsnoterat fastighetsbolag. Brinova utvecklar och förvaltar primärt bostäder och samhällsfastigheter belägna på utvalda orter med goda kommunikationer i södra Sverige. Värden skapas genom selektiva förvärv, effektiv fastighetsutveckling och en aktiv förvaltning. Huvudkontoret finns i Helsingborg.